# Daniel Zetterman
Daniel Zetterman (* 22. Januar 1985 in Linderöd, Skåne län) ist ein schwedischer Springreiter, der sich im August 2012 auf Platz 388 der Weltrangliste befand. Im Jahr 2012 gewann Zetterman mit seinem Turnierpferd Glory Days die schwedische Meisterschaft. Er ist der Sohn von Royne Zetterman und Aisling Zetterman, sowie der Bruder von Alexander Zetterman.

## Pferde (Auszug)
Aktuelle Turnierpferde:
- Quirinus (* 2002), dunkelbrauner Holsteinerwallach, Vater; Quantum, Muttervater: Cornetto, Besitzer: Familien Kinneson + Quimore AB

Ehemalige Turnierpferde:
- Glory Days (* 2001), Schwedisches Warmblut, Schimmelwallach, Vater: Cardento 933, Muttervater: Diamond Serpent, Züchter: Royne Zetterman, ab 2013 von Katie Dinan geritten
- Spirit Magic (* 2000), Schwedisches Warmblut, brauner Wallach, Vater: Acacio, Muttervater: Ahorn